# Aswoensdag
Aswoensdag is in de katholieke traditie het begin van de 40 dagen durende Vastentijd, die loopt tot en met Stille Zaterdag. Van Aswoensdag tot Pasen zijn er veertig vastendagen, waarbij de zondagen niet worden meegerekend. Aswoensdag wordt voorafgegaan door vastenavond en het carnaval.

## Liturgie
Op Aswoensdag laten rooms-katholieken en sommige protestantse gelovigen in de kerk een kruis met as op hun voorhoofd tekenen, het zogenoemde askruisje. Terwijl de priester het askruisje zet, zegt hij doorgaans tegen iedere gelovige afzonderlijk: "Gedenk, mens, uit stof zijt gij gerezen, en tot stof zult gij wederkeren". (in het Latijn: "Memento, homo, quia pulvis es, et in pulverem reverteris"). Deze tekst is gebaseerd op het vonnis dat God na de zondeval over de mensheid uitsprak (Genesis 3:19). Sinds 1979 kan ook de tekst worden gebruikt: "Bekeer u en geloof in het Evangelie". Deze tekst uit het Evangelie staat in het altaarmissaal zelfs als eerste tekst aangegeven voor de liturgie van Aswoensdag en verwijst naar de oproep waarmee Jezus in Galilea zijn prediking begon (Marcus 1,15).
Oudkatholieken en Oosters-orthodoxe christenen laten zich de as op het hoofd strooien. In de Grieks-orthodoxe kerk kent men asmaandag.
De as is het overblijfsel van verbrande palmtakken (vaak buxustakken), die het jaar daarvoor gebruikt werden voor de viering van Palmpasen op Palmzondag. Het kleine ritueel wordt uitgevoerd ter bezinning en als uiting van boetvaardigheid. In die zin is het een voorbereiding op Goede Vrijdag en Pasen.

## Asoplegging
In de vroege middeleeuwen werd het opleggen van as bij de mannen over het gehele hoofd en bij de vrouwen het voorhoofd gestrooid als start van de boetetijd. Dit ritueel was alleen maar bestemd voor zondaars die officieel tot boete werden veroordeeld. Later werd dit een algemeen gebruik omdat men ervan uitging dat iedereen tegen God en zijn medemensen gezondigd had.
Men spreekt van een symbool, wanneer verschillende betekenissen in één beeld vervat zijn. Bij het verbranden van de palmtakjes van het vorig jaar, (gebruik dat in de 14e eeuw ontstaan is), legt de priester de nadruk op het kwade in het leven van de gelovige (= zondigheid) dat moet worden verbrand. Dat is de bekering (= anders leven) waartoe christenen telkens worden uitgenodigd. Tijdens een asviering staat men even stil bij de dood, om vervolgens voluit aandacht te hebben voor de kansen om een nieuw leven (= vruchtbaarheid) op te bouwen.
Als teken van berouw en vasten komt het gebruik van as in de Bijbel vaak voor. De boeteling strooide zich as over het hoofd. 

## Vasten
Aswoensdag is, net zoals Goede Vrijdag, in de recentste editie van het kerkelijk wetboek van 1983 een verplichte vastendag voor Rooms-katholieken. Dit houdt in dat alle gedoopten tussen 18 en 60 jaar gehouden zijn op die dagen slechts één volledige maaltijd te nemen. Wie kan, wordt uitgenodigd om ook op andere dagen, zoals paaszaterdag en de vrijdagen van de veertigdagentijd, te vasten. De bisschoppenconferentie kan het onderhouden van vasten en onthouding nader bepalen en ook andere vormen van boete, vooral liefdewerken en oefeningen van vroomheid, geheel of gedeeltelijk in de plaats van vasten en onthouding stellen. Zo bepaalde de Rooms-katholieke Nederlandse Bisschoppenconferentie in 1989: "Wij bepalen dat Aswoensdag en Goede vrijdag dagen van verplichte vasten en onthouding in spijs en drank zijn en dat verder het bepalen van de wijze van de beoefening van boete en onthouding aan het eigen geweten en initiatief van de gelovigen wordt overgelaten."

## Lokale gebruiken
In de regio van Antwerpen wordt er op Aswoensdag traditioneel pruimentaart gegeten, in Nederland haring (het zogenoemde haringhappen).

## Datum van Aswoensdag
De vroegste datum voor Aswoensdag kan 4 februari zijn, de laatst mogelijke datum is 10 maart. Zie paas- en pinksterdatum voor een uitgebreide tabel.